# 单车男孩
《单车男孩》 (法語：Le Gamin au vélo)是2011年的一套比利时电影，由达顿兄弟执导, 西西·迪·法兰丝和托马斯·多雷主演。场景设于瑟兰，讲述了一个11岁男孩遭父亲遗弃后被一个好心女人收留的故事。 该片由比利时、法国和意大利三国电影公司共同出品。影片采用了较为明亮的视觉色彩，但并未偏离导演早期作品的自然主义风格，故事结构则来源于童话故事。达顿兄弟还罕见地为这部电影使用了配乐。影片于第64届戛纳电影节首次公演并获得评委会大奖。